# Принцип Онсагера
Принцип Онсагера або принцип симетрії кінетичних коефіцієнтів — твердження в нерівноважній термодинаці, що пов'язує між собою характеристики різних кінетичних явищ у слабо нерівноважних термодинамічних системах.
Для термодинамічної системи, яка характеризується певним набором макроскопічних змінних {\displaystyle x_{i}}, кінетика відхилення їх значень від рівноважних описується рівняннями:
{\displaystyle {\dot {x_{i}}}=-\sum _{j}\gamma _{ij}X_{j}},
де величини {\displaystyle X_{j}} — спряжені по відношенню до величин {\displaystyle x_{i}}, і визначаються співвідношеннями:
{\displaystyle X_{i}=-{\frac {\partial S}{\partial x_{i}}}},
де S — ентропія, а коефіцієнти {\displaystyle \gamma _{ij}} називаються кінетичними коефіцієнтами.
Принцип Онсагера стверджує, що матриця кінетичних коефіцієнтів симетрична
{\displaystyle \gamma _{ij}=\gamma _{ji}\,}.
Принцип доказав у 1931 норвезький фізик Ларс Онсагер. За це відкриття він був нагороджений Нобелівською премією з хімії за 1968 рік.